# Molophilus pinta
Molophilus pinta är en tvåvingeart som beskrevs av Günther Theischinger 1992. Molophilus pinta ingår i släktet Molophilus och familjen småharkrankar. Inga underarter finns listade i Catalogue of Life.